# NGC 5949
NGC 5949 este o galaxie spirală situată în constelația Dragonul. A fost descoperită în 28 noiembrie 1801 de către William Herschel. Se află la o distanță de 11,86 megaparseci de Pământ.